# Класификација за најагресивнијег возача на Ђиро д’Италији
Класификација за најагресивнијег возача на Ђиро д’Италији, једна је од мањих класификација на етапној бициклистичкој трци, једној од три гранд тур трке — Ђиро д’Италији. Додјељује се на крају сваке етапе најагресивнијем возачу, који на наредној етапи носи црвени број, док се на крају трке додјељује најагресивнијем возачу на цијелој трци.

## Историја
Класификација за најагресивнијег возача на Ђиро д’Италији уведена је 2001. и у почетку није имала посебно обиљежје. Обично је возач који је најбољи у класификацији за најагресивнијег возача освајао и класификацију по поенима. Од увођења класификације, побједник се одлучивао на основу поена које добија током етапе, а у поене су се ралунали позиција на којој се заврши етапа, позиција на пролазним и брдским циљевима.
Највећи број поена добијао се на крају етапе, док су поени који се добијају на брдским циљевима зависили од категорије брдског циља.
| Тип | Тип                        | 1 | 2 | 3 | 4 | 5 | 6 |
| --- | -------------------------- | - | - | - | - | - | - |
|     | Поени на крају етапе       | 6 | 5 | 4 | 3 | 2 | 1 |
|     | пролазни циљеви            | 5 | 4 | 3 | 2 | 1 |   |
|     | брдски циљ Чима копи       | 4 | 3 | 2 | 1 |   |   |
|     | брдски циљеви 1 категорије | 4 | 3 | 2 | 1 |   |   |
|     | брдски циљеви 2 категорије | 3 | 2 | 1 |   |   |   |
|     | брдски циљеви 3 категорије | 2 | 1 |   |   |   |   |

Од Ђира 2023. систем је промијењен и најагресивнијег возача бирају навијачи у анкети на страници трке на друштвеној мрежи Twitter, гдје су гласали за најагресивнијег возача на свакој етапи, укључујући и хронометре, од четири понуђена, а најагресивнији возач је носио црвени број на наредној етапи.

## Побједници
- 2025.  Лоренцо Фортунато
- 2024.  Жилијен Алафилип
- 2023.  Дерек Џи
- 2022.  Метју ван дер Пул
- 2021.  Дрис де Бонт
- 2020.  Томас де Гент
- 2019.  Фаусто Маснада
- 2018.  Давиде Балерини
- 2017.  Микел Ланда
- 2016.  Матео Трентин
- 2015.  Филип Жилбер
- 2014.  Хулијан Аредондо
- 2013.  Марк Кевендиш
- 2012.  Марк Кевендиш
- 2011.  Стефано Гарцели[н 1]
- 2010.  Метју Лојд
- 2009.  Стефано Гарцели
- 2008.  Емануеле Села
- 2007.  Алесандро Петаки, нико[н 2]
- 2006.  Паоло Бетини
- 2005.  Хосе Рухано
- 2004.  Алесандро Петаки
- 2003.  Фреди Гонзалес
- 2002.  Масимо Страцер
- 2001.  Масимо Страцер

### Вишеструки побједници
| Позиција | Име             | Држава  | Број побједа | Године     |
| -------- | --------------- | ------- | ------------ | ---------- |
| 1.       | Масимо Страцер  | Италија | 2            | 2001, 2002 |
| 1.       | Стефано Гарцели | Италија | 2            | 2009, 2011 |
| 1.       | Марк Кевендиш   | УК      | 2            | 2012, 2013 |

### По државама
| Позиција | Држава               | Број бициклиста који су побиједили | Број побједа |
| -------- | -------------------- | ---------------------------------- | ------------ |
| 1.       | Италија              | 9                                  | 11           |
| 2.       | Колумбија            | 3                                  | 3            |
| 2.       | Белгија              | 3                                  | 3            |
| 4.       | Уједињено Краљевство | 1                                  | 2            |
| 5        | Аустралија           | 1                                  | 1            |
| 5        | Шпанија              | 1                                  | 1            |
| 5        | Холандија            | 1                                  | 1            |
| 5        | Канада               | 1                                  | 1            |
| 5        | Француска            | 1                                  | 1            |